# 橫帶肩鰓䲁
橫帶肩鰓䲁（學名：Omobranchus banditus），為輻鰭魚綱鳚形目䲁科肩鰓䲁屬的一種，分布於西印度洋莫三比克巴扎魯托至南非阿爾弗雷德港海域，本魚體延長，略側扁，頭短鈍，雄魚頭部有明顯的冠膜，鰓裂上方有黑斑，身體和頭部上部有深色條紋，背鰭硬棘11-13枚、背鰭軟條19-21枚、臀鰭硬棘2枚、臀鰭軟條21- 23枚，體長可達6公分，棲息在沿海淺水域，雌魚產附著性卵，雄魚有護卵行為，幼魚為浮游性，生活習性不明。